# Теребнев, Владимир Васильевич
Владимир Васильевич Теребнев — российский учёный в области пожаротушения, профессор кафедры пожарной тактики и службы Академии ГПС МЧС России, автор учебников и учебных пособий, заслуженный работник высшей школы Российской Федерации.
Родился 22 июня 1946 года на станции Думиничи Думиничского района Калужской области, там же учился в восьмилетней школе, затем в п. Думиничи — в средней школе (выпускник 1964 года).
С отличием окончил Львовское пожарно-техническое училище (1965—1968).
С 1968 по 1983 г. служил в гарнизоне пожарной охраны Москвы: командир взвода, заместитель командира роты, командир роты, заместитель командира, командир войсковой части, начальник отделения боевой подготовки Управления пожарной охраны.
В 1983 г. переведён на педагогическую работу в ВИПТШ МВД СССР. В 1993 г. защитил кандидатскую диссертацию:
- Обоснование параметров для разработки нормативов по боевому развертыванию пожарных подразделений на автоцистернах и автонасосах : диссертация … кандидата технических наук : 05.26.01 / Высш. инж. пожарно-техн. шк. — Москва, 1989. — 201 с. : ил.

Старший преподаватель, доцент, с 1995 г. заместитель начальника ВИПТШ МВД России, (впоследствии институт, академия). С 2001 г. профессор кафедры пожарной тактики и службы.
Полковник внутренней службы в отставке (период службы 1965-2001).
Соавтор 11 патентов на изобретения. Автор (соавтор) более 180 научных работ, в том числе более 60 учебников и учебных пособий, которые используются в учебном процессе Академии ГПС МЧС России, Ивановского, Уральского институтов ГПС МЧС России, Восточно-Сибирского института МВД России, Санкт-Петербургского университета ГПС МЧС России и других образовательных организаций, в том числе зарубежных стран (Казахстан, Азербайджан, Украина ,Белоруссия). В 1985 г. при его непосредственном участии написан БУПО-85.
Является судьей Всероссийской категории по пожарно-прикладному спорту.
Награждён знаками: «Заслуженный работник высшей школы Российской Федерации»; «Почётный сотрудник МВД»; медалью ордена «За заслуги перед Отечеством» II степени.
Сочинения:
- Пожарная тактика [Текст] : понятие о тушении пожара / [авт.-сост. Теребнев Владимир Васильевич]. — Екатеринбург : Калан, 2010. — 356 с. : ил., табл.; 20 см; ISBN 978-5-904915-03-2
- Основы организации и управление силами и средствами на пожаре [Текст] : учебник для профессиональных образовательных организаций / В. В. Теребнев. — Москва : КУРС, 2019. — 255, [1] с. : ил., табл.; 22 см. — (Среднее профессиональне образование) (Защита в чрезвычайных ситуациях).; ISBN 978-5-907064-72-0 : 500 экз.
- Пожарная тактика. Понятие о тушении пожара [Текст] : учебное пособие для курсантов и слушателей образовательных учреждений МЧС России / Теребнев В. В. — Екатеринбург : Калан, 2011. — 356 с. : ил., табл.; 20 см; ISBN 978-5-904915-02-5
- Организация службы начальника караула пожарной части : Пособие / В. В. Теребнев, В. А. Грачев, А. В. Теребнев. — М. ; [Екатеринбург] : Калан, 2001. — 300, [1] с. : ил., табл.; 21 см; ISBN 5-901520-06-8
- Справочник спасателя-пожарного / В. В. Теребнев, Н. С. Артемьев, В. А. Грачев. — Москва : Центр Пропаганды, 2006. — 527 с. : ил., табл.; 20 см; ISBN 5-91017-019-8
- Основы пожарного дела / В. В. Теребнев, Н. С. Артемьев, К. В. Шадрин. — Москва : Центр Пропаганды, 2006. — 323, [4] с. : ил., табл.; 20 см; ISBN 5-91017-016-3
- Расчет параметров развития и тушения пожаров [Текст] : (методика, примеры, задания) / [авт.-сост.] Теребнев В. В. — Екатеринбург : Калан, 2011. — 460 с. : ил., табл.; 20 см; ISBN 978-5-904915-04-9
- Пожарная тактика в примерах : [учебное пособие] / Теребнев В. В. [и др.]. — Москва : ИБС-Холдинг, 2007. — 634 с. : ил., табл.; 21 см. — (Пожарная тактика).; ISBN 978-5-98788-005-0
- Справочник руководителя тушения пожара. Тактические возможности пожарных подразделений / В. В. Теребнев ; М-во Рос. Федерации по делам гражд. обороны, чрезвычайн. ситуациям и ликвидации последствий стихийн. бедствий, Акад. гос. противопожар. службы. — Москва : ИБС-Холдинг, 2005. — 243, [1] с. : ил., табл.; 21 см; ISBN 5-98788-002-5
- Начальнику караула об организации службы в пожарной части / Брежнев А. А., Теребнев В. В. — М. : Стройиздат, 1991. — 124,[2] с. : ил.; 20 см; ISBN 5-274-00841-0 :
- Пожарно-спасательная техника [Текст] : учебник для студентов среднего профессионального образования по специальности 20.02.04 «Пожарная безопасность» / Ю. Н. Моисеев, В. В. Теребнев. — Москва : Курс, 2017. — 251, [1] с. : ил., табл.; 22 см. — (Среднее профессиональное образование. Пожарная безопасность).; ISBN 978-5-906923-20-2 (Курс) : 500 экз.
- Пожарная тактика в примерах / Я. С. Повзик, В. Б. Некрасов, В. В. Теребнев. — М. : Стройиздат, 1992. — 208,[1] с. : ил.; 20 см; ISBN 5-274-01225-6
- Пожарно-строевая подготовка : учеб. пособие / Теребнев В. В. [и др.]; М-во Рос. Федерации по делам гражд. обороны, чрезвычайн. ситуациям и ликвидации последствий стихийн. бедствий, Акад. гос. противопожар. службы. — М. : Академия ГПС : Калан-Форт, 2004 (Курган : Зауралье). — 331 с. : ил., табл.; 22 см; ISBN 5-98135-003-2